# Moss (film)
Pour les articles homonymes, voir Moss.
Pour plus de détails, voir Fiche technique et Distribution.
Moss (hangeul : 이끼 ; RR : Ikki ; MR : Ikki ; litt. « Mousse ») est un film sud-coréen réalisé par Kang Woo-seok, sorti en 2010. Il s'agit de l'adaptation d'un webtoon du même titre de Yoon Tae-ho.

## Synopsis
Ryoo Hae-kook, ayant appris la mort de son père avec qui il ne communiquait plus du tout, se rend dans un village rural, caché depuis trente ans, pour découvrir ce qu'il s'est passé. Tous les villageois se méfient de sa présence sans aucune raison.

## Fiche technique
Sauf indication contraire ou complémentaire, les informations mentionnées dans cette section peuvent être confirmées par la base de données KMDb
- Titre original : 이끼
- Titre anglophone : Moss
- Réalisation : Kang Woo-seok
- Scénario : Jung Ji-woo, d'après le webtoon du même titre de Yoon Tae-ho (en)
- Musique : Jo Yeong-wook
- Direction artistique : Jo Seong-won
- Costumes : Jo Sang-gyeong
- Photographie : Kim Seong-bok et Kim Yong-heung
- Montage : Go Lim-pyo
- Production : Lee Byeong-hyeok
- Sociétés de production : Cinema Service
- Société de distribution : CJ Entertainment
- Budget : 1,3 milliard de won[3]
- Pays de production :  Corée du Sud
- Langue originale : coréen
- Genre : drame, thriller
- Durée : 163 minutes
- Date de sortie : 
  - Corée du Sud : 14 juillet 2010

## Distribution
- Jeong Jae-yeong (en) : Cheon Yong-deok, le maire
- Park Hae-il : Ryoo Hae-kook
- Yoo Joon-sang : Park Min-wook
- Yoo Sun (en) : Lee Yeong-ji
- Huh Joon-ho (en) : le père de Hae-kook
- Yoo Hae-jin : Kim Deok-cheon
- Kim Sang-ho (en) : Jeon Seok-man
- Kim Joon-bae (ko) : Ha Seong-kyoo
- Kang Shin-il (en) : le procureur de district
- Im Seung-dae (ko) : M. Cheon, le policier
- Jeong Gyoo-soo (ko) : le directeur Kim
- Lee Cheol-min (ko) : le directeur du centre de la Prière

## Production

### Développement
Le projet étant révélé en juillet 2009, le film, déjà intitulé Moss (이끼), est réalisé par Kang Woo-seok et produit par la société Cinema Service, adaptant le webtoon du même titre de Yoon Tae-ho (en).

### Attribution des rôles
En juillet 2009, la nouvelle publie une photographie dans laquelle l'acteur Jeong Jae-yeong, pour la première fois depuis ses débuts, se fait raser la tête pour son personnage principal, celui du maire du village, Cheon Yong-deok, aux côtés de Park Hae-il, Yoo Joon-sang et Yoo Hae-jin, également annoncés dans les rôles principaux. En août, Yoo Sun est choisie pour le rôle d'une femme mystérieuse surveillant tous les coins du village.

### Tournage
Le tournage commence en août 2009, dans le parc de Taekwondo à Muju, dans la province du Jeolla du Nord,. Une dizaine de maisons, dont la maison du maire au décor parfaitement identique à celle du webtoon, y est construite sur le site de 20 000 py (en) (soit 66 116 m2) en sept mois, puis détruite en juillet 2010 pour de raisons administratives.

## Sortie
En mai 2010, la sortie du film est officiellement annoncée en juillet, en dévoilant deux différentes affiches avec Park Hae-il et Jeong Jae-yeong.

## Distinctions

### Récompenses
- Blue Dragon Film Awards 2010[6] :
  - Meilleur réalisateur pour Kang Woo-seok
  - Meilleur acteur pour Jeong Jae-yeong
  - Meilleur acteur dans un second rôle pour Yoo Hae-jin
  - Meilleur éclairage pour Kang Dae-hee

- Buil Film Awards 2010 : meilleur acteur pour Jeong Jae-yeong[7]

- Chunsa Film Art Awards 2010[8] :
  - Meilleur film
  - Meilleur réalisateur pour Kang Woo-seok
  - Meilleur acteur dans un second rôle pour Yoo Joon-sang
  - Meilleure photographie pour Kim Seong-bok et Kim Yong-heung
  - Meilleur éclairage pour Kang Dae-hee
  - Meilleur montage pour Ko Im-pyo
  - Meilleure musique pour Jo Yeong-wook

- Grand Bell Awards 2010[9] :
  - Meilleur réalisateur pour Kang Woo-seok
  - Meilleure photographie pour Kim Seong-bok et Kim Yong-heung
  - Meilleurs décors pour Jo Seong-won et Lee Tae-hun
  - Meilleurs effets sonores pour Oh Se-jin et Kim Seok-won

### Nominations
- Blue Dragon Film Awards 2010[6] :
  - Meilleur film
  - Meilleur acteur dans un second rôle pour Yoo Joon-sang
  - Meilleure actrice dans un second rôle pour Yoo Sun
  - Meilleur maquillage pour Jang Jin

- Grand Bell Awards 2010[9] :
  - Meilleur film
  - Meilleur acteur pour Jeong Jae-yeong
  - Meilleur acteur dans un second rôle pour Yoo Hae-jin
  - Meilleures costumes pour Jo Sang-gyeong